# Fayetteville (Georgie)
Fayetteville je město v americkém státě Georgie. Je správním centrem okresu Fayette County. V roce 2010 zde žilo 15 945 obyvatel. Město leží zhruba 35 km jižně od centra Atlanty.